# Paul Richter (Archivar)

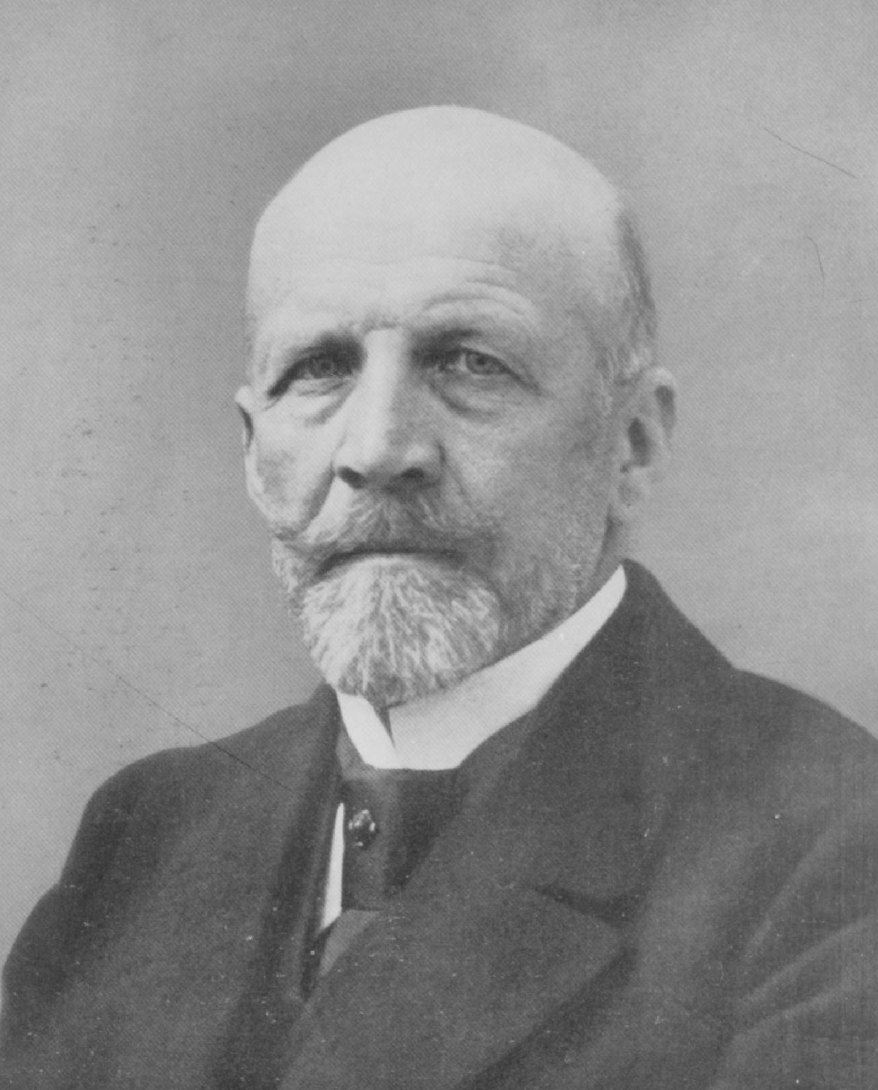
Paul Richter

Paul Richter (* 22. Juli 1866 in Insterburg; † 28. Februar 1939 in Koblenz) war ein deutscher Archivar.

## Leben
Richter studierte in Königsberg und Berlin Geschichte und wurde 1889 promoviert. 1892 ging er als Hilfsarbeiter ans Staatsarchiv Koblenz, bevor er 1893 endgültig in den Archivdienst übernommen wurde. Bis 1914 arbeitete er dann nacheinander in den Archiven in Koblenz, Wiesbaden und Wetzlar. 1913 wurde er als Staatsarchivar Leiter des Staatsarchivs in Wetzlar. Den Ersten Weltkrieg machte er als Soldat in der Heimat und in Belgien mit. 1917 erhielt Richter den Titel eines Geheimen Archivrats, 1918 erfolgte seine Ernennung zum Staatsarchivdirektor im Staatsarchiv Schleswig. Richters Hauptaufgaben hier waren die Neuordnung des Archivs und der Umzug nach Kiel sowie der Archivalientausch mit Dänemark. Der Umzug des Archivs konnte im Winter 1922/23 abgeschlossen werden. Der Abschluss des Archivabkommens mit Dänemark fand erst nach Richters Pensionierung 1931 statt. Richter zog nach seiner Pensionierung wieder in seine Heimat nach Koblenz zurück.

## Veröffentlichungen
- Beiträge zur Historiographie in den Kreuzfahrerstaaten, vornehmlich für die Zeit Kaiser Friedrich II. Berliner Buchdruck-Aktien-Gesellschaft, Setzerinnen-Schule d. Lette-Vereins, Berlin 1890 (Berlin, Phil. Fak., Inaug.-Diss. v. 18. Jan. 1890).
- Geschichte des Rheingaus. Bechthold, Wiesbaden 1902.
- Die Kurtrierische Kanzlei im späteren Mittelalter. Hirzel, Leipzig 1911 (Mitteilungen der Preussischen Archivverwaltung; 17).
- Das Staatsarchiv und seine Bestände in Kiel. In: Zeitschrift der Gesellschaft für Schleswig-Holsteinische Geschichte. Bd. 53  (1923), S. 316–324.
- Ein Wort über Archivpflege. In: Die Heimat. Bd. 34 (1924), Nr. 1, Januar 1924, S. 18–20 (Digitalisat).
- Das Herzoglich Schleswig-Holsteinische Archiv in Primkenau. In: Zeitschrift der Gesellschaft für Schleswig-Holsteinische Geschichte. Bd. 54 (1924), S. 491–493.
- Dänemark. In: Archivalische Zeitschrift, Bd. 2 (1925), S. 246–253.
- Die schleswig-holsteinische Erhebung vor der dänischen Rechnungsrevision. In: Zeitschrift der Gesellschaft für Schleswig-Holsteinische Geschichte, Bd. 55 (1926), S. 500–510.
- Die Entwicklung des Kieler Staatsarchivs und seine Bestände. In: Korrespondenzblatt des Gesamtvereins der deutschen Geschichts- und Altertumsvereine, Bd. 74 (1926), S. 251ff.
- Aus der schleswig-holsteinischen Verfassungs- und Verwaltungsgeschichte von 1815–1835. In: Zeitschrift der Gesellschaft für Schleswig-Holsteinische Geschichte, Bd. 58 (1929), S. 449–593.
- Archivpflege in Schleswig-Holstein: Bericht mit 8 Beilagen. In: Archivalische Zeitschrift, III. Folge, 5. Bd. (38. Bd. der ganzen Reihe), 1929, S. 1–27.